# Parachutes
Parachutes (englisch für „Fallschirme“) ist das Debütalbum der britischen Pop-Rock-Band Coldplay aus dem Jahr 2000.

## Entstehung und Veröffentlichung
Die Erstveröffentlichung von Parachutes erfolgte am 10. Juli 2000 bei Parlophone. Das Album erschien in seiner Originalausführung als CD mit zehn Titeln (Katalognummer: 5277832). Eine Woche später erschien das Album erstmals in einer LP-Ausführung (Katalognummer: 5277831). Der Titel wurde in Frage gestellt, ob das Album nach der erfolgreichen Single Yellow benannt werden sollte, wie Chris Martin in einem Interview mit NME erwähnte.
Ein Großteil des Albums wurde innerhalb von zehn Wochen in den Liverpool Parr Street Studios aufgenommen. Die Aufnahmearbeiten wurden dabei nur von zwei kleineren Touren der Band unterbrochen. Der Song High Speed wurde jedoch nicht in Liverpool, sondern mit dem vorläufigen Produzenten Chris Allison im Sommer 1999 in den Orinoco Studios in London, aufgenommen.

## Inhalt und Stil

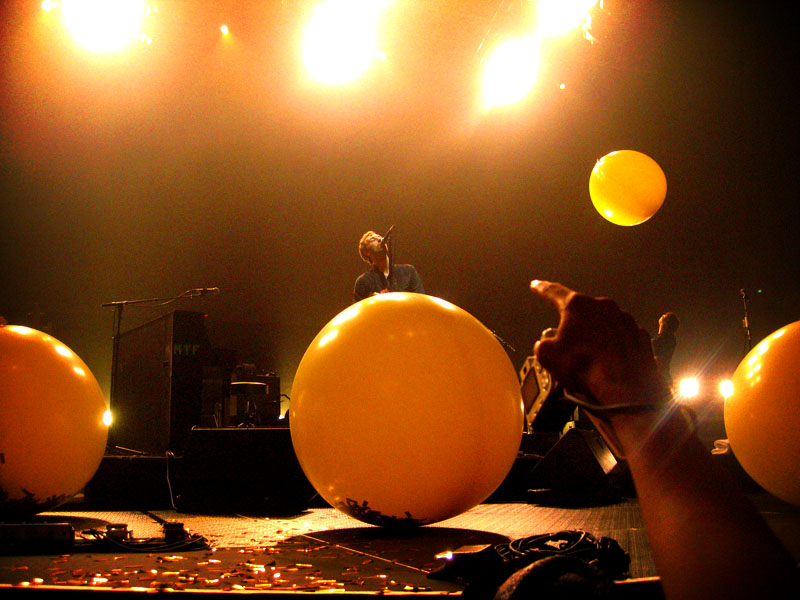
Coldplay spielen den Song Yellow bei einem ihrer Konzerte

Das Album ist stark vom Alternative Rock geprägt und wird deshalb oft mit der Art-Rock-Band Radiohead aus der Zeit ihrer Alben The Bends (1995) und OK Computer (1997) in Verbindung gebracht. In der Tat wurde angenommen, dass der Erfolg des Albums damit zusammenhing, dass sich einige Anhänger von Radiohead, die auf ihrem vierten Album Kid A (Oktober 2000) sehr stark mit elektronischen Einflüssen experimentierten, von ihrer Band abwendeten und sich der Musik von Coldplay anschlossen.
Die Musik auf Parachutes ist größtenteils ruhig und besonnen, was im starken Kontrast zu den Rockhymnen steht, die später, vor allem auf dem Album X&Y, die Musik von Coldplay dominierten. Die meisten Lieder, so wie High Speed, We Never Change und auch der Titelsong, sind stark von akustischen Gitarren und Pianomelodien geprägt. Andere Titel wie Shiver und Yellow nutzen elektrische Gitarren.
Spies erregte bei der chinesischen Regierung aufsehen, die das Lied als einen antikommunistischen Song interpretierte. Dies führte dazu, dass das Album in China nicht verkauft werden durfte. Der Gitarrist Jon Buckland bemerkte: „Wir wurden in China wegen des Songs Spies verboten. Sehr seltsam.“
Genauso ausgezeichnet wie die instrumentalen Kompositionen ist Chris Martins Gesang, in dem er oft das Falsett erreicht. Dies ist vor allem im letzten Song des Albums, Everything's Not Lost, der Fall, welcher als Piano-Ballade beginnt und später einen Höhepunkt mit Martins harmonischen Falsett-Gesang erreicht. Ein verstecktes Lied mit dem Titel Life Is for Living folgt kurz darauf.

## Artwork
Das Cover von Parachutes zeigt die Fotografie eines sich drehenden Leuchtglobus, den die Band für £10 bei WHSmith gekauft und dann mit einer eigenen Kodak-Kamera aufgenommen hatte. Er erschien auch in den Musikvideos der Songs Shiver und Don't Panic und begleitete die Band auch auf ihren Touren.

## Titelliste
1. Don't Panic (Guy Berryman, Jonny Buckland, Will Champion, Chris Martin) – 2:17
2. Shiver (Guy Berryman, Jonny Buckland, Will Champion, Chris Martin) – 4:59
3. Spies (Guy Berryman, Jonny Buckland, Will Champion, Chris Martin) – 5:18
4. Sparks (Guy Berryman, Jonny Buckland, Will Champion, Chris Martin) – 3:47
5. Yellow (Guy Berryman, Jonny Buckland, Will Champion, Chris Martin) – 4:29
6. Trouble (Guy Berryman, Jonny Buckland, Will Champion, Chris Martin) – 4:30
7. Parachutes (Guy Berryman, Jonny Buckland, Will Champion, Chris Martin) – 0:46
8. High Speed (Guy Berryman, Jonny Buckland, Will Champion, Chris Martin) – 4:14
9. We Never Change (Guy Berryman, Jonny Buckland, Will Champion, Chris Martin) – 4:09
10. Everything's Not Lost (Guy Berryman, Jonny Buckland, Will Champion, Chris Martin) – 5:28 (inklusive Hidden Track Life Is for Living, beginnt bei 5:39) = 7:15

### Bonustitel (UK Tour Edition 2 CD)
1. Sparks 3:47
2. Careful Where You Stand 4:44
3. Yellow – Acoustic From Jo Whiley Lunchtime Social 4:16 L
4. See You Soon 2:56
5. Yellow (Video)

### Bonustitel (Japan)
1. Careful Where You Stand (Guy Berryman, Jonny Buckland, Will Champion, Chris Martin) – 4:45
2. For You (Guy Berryman, Jonny Buckland, Will Champion, Chris Martin) – 5:42

### Bonustitel (Dänemark 2 CD Edition)
1. Don't Panic 2:19
2. Trouble (Live in Vega) 4:36
3. Shiver (Live in Vega) 5:25
4. Sparks (Live in Vega) 4:05

### Bonustitel (Frankreich 2 CD Edition)
1. For You (Guy Berryman, Jonny Buckland, Will Champion, Chris Martin) 5:41
2. Careful Where You Stand (Guy Berryman, Jonny Buckland, Will Champion, Chris Martin)
3. Help Is Round The Corner (Guy Berryman, Jonny Buckland, Will Champion, Chris Martin)

### Bonustitel (Norwegen 2 CD Edition)
1. Trouble (Live @ Rockefeller Music Hall) 4:35
2. Shiver (Live @ Rockefeller Music Hall) 5:44
3. Sparks (Live @ Rockefeller Music Hall) 3:54
4. Yellow (Live @ Rockefeller Music Hall) 5:02
5. Everything's Not Lost (Live @ Rockefeller Music Hall) 6:06

Die Titel entstammen der Trouble – Norwegian Live EP.

## Singleauskopplungen
| Jahr | Titel       | Höchstplatzierung, Gesamtwochen, AuszeichnungChartplatzierungen (Jahr, Titel, , Platzierungen, Wochen, Auszeichnungen, Anmerkungen) | Höchstplatzierung, Gesamtwochen, AuszeichnungChartplatzierungen (Jahr, Titel, , Platzierungen, Wochen, Auszeichnungen, Anmerkungen) | Höchstplatzierung, Gesamtwochen, AuszeichnungChartplatzierungen (Jahr, Titel, , Platzierungen, Wochen, Auszeichnungen, Anmerkungen) | Höchstplatzierung, Gesamtwochen, AuszeichnungChartplatzierungen (Jahr, Titel, , Platzierungen, Wochen, Auszeichnungen, Anmerkungen) | Höchstplatzierung, Gesamtwochen, AuszeichnungChartplatzierungen (Jahr, Titel, , Platzierungen, Wochen, Auszeichnungen, Anmerkungen) | Anmerkungen                                                |
| Jahr | Titel       | DE | AT | CH | UK | US | Anmerkungen                                                |
| ---- | ----------- | --- | --- | --- | --- | --- | ---------------------------------------------------------- |
| 2000 | Shiver      | — | — | — | UK35 Silber · (3 Wo.)UK | — | Erstveröffentlichung: 6. März 2000 Verkäufe: + 200.000     |
| 2000 | Yellow      | DE99 a Gold · (… Wo.)DE | AT46 b (2 Wo.)AT | CH16 c (3 Wo.)CH | UK4 ×5Fünffachplatin · (34 Wo.)UK                                                                                                   | US48 ×4Vierfachplatin · (20 Wo.)US                                                                                                  | Erstveröffentlichung: 26. Juni 2000 Verkäufe: + 8.950.000  |
| 2000 | Trouble     | — | — | CH76 (3 Wo.)CH | UK10 Gold · (12 Wo.)UK | — | Erstveröffentlichung: 26. Oktober 2000 Verkäufe: + 500.000 |
| 2001 | Don’t Panic | — | — | — | UK— SilberUK | — | Erstveröffentlichung: 19. März 2001 Verkäufe: + 200.000    |

### Shiver
Shiver wurde nur in Großbritannien und in den Vereinigten Staaten veröffentlicht.
1. Shiver
2. For You
3. Careful Where You Stand

### Yellow
1. Yellow
2. Help Is Round the Corner
3. No More Keeping My Feet on the Ground (Taken from the Safety EP)

### Trouble
1. Trouble
2. Brothers and Sisters
3. Shiver (From Jo Whiley's Lunchtime Social)

### Don’t Panic
Don’t Panic erschien nur in einigen europäischen Ländern wie Holland, Frankreich und Norwegen.
1. Don’t Panic
2. You Only Live Twice (Live from Norway)

### Acoustic
Diese EP kam nicht regulär in den Handel, sondern lag einer Ausgabe der britischen Zeitung The Independent bei.
1. Sparks
2. Careful Where You Stand
3. Yellow (Acoustic Version) (From Jo Whiley's Lunchtime Social)
4. See You Soon

## Rezeption

### Bestenlisten
Parachutes erreichte Platz 14 in Channel 4’s 100 besten Alben aller Zeiten. Im Jahr 2003 wurde das Album von den Lesern des Q-Magazines auf Rang 25 gewählt. Im Jahr 2006 schaffte es Parachutes, den 33. Platz in den NME’s 100 besten britischen Alben zu erobern. Dennoch sagte Sänger Chris Martin in einem Interview aus dem Jahr 2006: „Wir wissen, dass das schreckliche Musik ist und wir werden immer versuchen, darüber nachzudenken, was wir als Nächstes machen können.“

### Preise
- 2001: Brit Awards, Bestes Britisches Album
- 2001: NME Awards, Beste Single für Yellow
- 2002: Grammy Awards, Bestes Alternative-Musik-Album

Nominierungen
- 2000: Mercury Music Prize

## Kommerzieller Erfolg

### Chartplatzierungen
Parachutes erreichte auf Anhieb die Spitze der britischen Albumcharts und hielt sich 33 Wochen in den Top 10. In den US-amerikanischen Billboard 200 erreichte das Album Platz 51.
| ChartsChartplatzierungen       | Höchstplatzierung | Wochen |
| ------------------------------ | ----------------- | ------ |
| Deutschland (GfK)              | 54 (30 Wo.)       | 30     |
| Österreich (Ö3)                | 36 (9 Wo.)        | 9      |
| Schweiz (IFPI)                 | 38 (40 Wo.)       | 40     |
| Vereinigte Staaten (Billboard) | 51 (80 Wo.)       | 80     |
| Vereinigtes Königreich (OCC)   | 1 (193 Wo.)       | 193    |

| ChartsJahrescharts (2000)    | Platzierung |
| ---------------------------- | ----------- |
| Vereinigtes Königreich (OCC) | 8           |

| ChartsJahrescharts (2001)    | Platzierung |
| ---------------------------- | ----------- |
| Vereinigtes Königreich (OCC) | 29          |

| ChartsJahrescharts (2002)    | Platzierung |
| ---------------------------- | ----------- |
| Vereinigtes Königreich (OCC) | 88          |

### Auszeichnungen für Musikverkäufe
| Land/Region                  | Auszeichnungen für Musikverkäufe (Land/Region, Auszeichnung, Verkäufe) | Verkäufe    |
| ---------------------------- | ---------------------------------------------------------------------- | ----------- |
| Argentinien (CAPIF)          | Platin                                                                 | 60.000      |
| Australien (ARIA)            | 4× Platin                                                              | 280.000     |
| Belgien (BRMA)               | 2× Platin                                                              | (100.000)   |
| Dänemark (IFPI)              | 5× Platin                                                              | (100.000)   |
| Deutschland (BVMI)           | Gold                                                                   | (150.000)   |
| Europa (IFPI)                | 4× Platin                                                              | 4.000.000   |
| Frankreich (SNEP)            | 2× Gold                                                                | (200.000)   |
| Island (IFPI)                | Gold                                                                   | (6.000)     |
| Italien (FIMI)               | 2× Platin                                                              | (100.000)   |
| Kanada (MC)                  | 2× Platin                                                              | 200.000     |
| Neuseeland (RMNZ)            | 4× Platin                                                              | 60.000      |
| Niederlande (NVPI)           | Platin                                                                 | (80.000)    |
| Norwegen (IFPI)              | Platin                                                                 | (50.000)    |
| Polen (ZPAV)                 | Platin                                                                 | (20.000)    |
| Schweden (IFPI)              | Platin                                                                 | (80.000)    |
| Schweiz (IFPI)               | Gold                                                                   | (25.000)    |
| Spanien (Promusicae)         | Gold                                                                   | (50.000)    |
| Vereinigte Staaten (RIAA)    | 2× Platin                                                              | 5.600.000   |
| Vereinigtes Königreich (BPI) | 9× Platin                                                              | (2.740.000) |
| Insgesamt                    | 6× Gold · 39× Platin ·                                                 | 10.230.000  |

Hauptartikel: Coldplay/Auszeichnungen für Musikverkäufe